# Dombrot-le-Sec
Dombrot-le-Sec é uma comuna francesa na região administrativa do Grande Leste, no departamento de Vosges. Estende-se por uma área de 18.89 km². Em 2010 a comuna tinha 386 habitantes (densidade: 20,4 hab./km²).